# Fuerza Internacional de Asistencia para la Seguridad
La Fuerza Internacional de Asistencia para la Seguridad (en inglés: International Security Assistance Force, ISAF) fue una misión de seguridad multinacional en Afganistán que participó en la guerra (2001-2014) contra los grupos insurgentes del país.
La misión de la ISAF se estableció el 20 de diciembre de 2001 mediante la Resolución 1386 del Consejo de Seguridad de las Naciones Unidas, conforme a lo previsto por el Acuerdo de Bonn para el restablecimiento del Gobierno de Afganistán. Desde el 11 de agosto de 2003 la misión fue liderada por la OTAN. El objetivo de la ISAF era permitir al Gobierno afgano proporcionar una seguridad efectiva en todo el país y desarrollar unas fuerzas de seguridad propias. ISAF fue una de las coaliciones más grandes de la historia y es la misión más desafiante de la OTAN hasta la fecha. En su punto más alto, la fuerza tenía más de 130.000 efectivos, con tropas de 51 países de la OTAN y socios.  A partir de 2011, la responsabilidad de la seguridad fue transferida gradualmente a las fuerzas afganas. La ISAF puso fin a sus operaciones el 31 de diciembre de 2014, reemplazada por una nueva misión de la OTAN, llamada Apoyo Decidido, con una presencia militar aliada más reducida.

## Historia
El antecedente a la misión de la OTAN/ISAF fue la invasión de Afganistán por parte de una coalición de países liderada por Estados Unidos en la llamada Operación Libertad Duradera. A finales de 2007 esta operación mantenía su independencia de la misión de la ISAF con un contingente de 23 000 soldados desplegados.
Originalmente desplegada para brindar seguridad en la capital Kabul y sus alrededores, la presencia de la ISAF se amplió gradualmente para cubrir todo el país en la segunda mitad de 2006. Tenía el objetivo de ayudar al gobierno afgano a extender y ejercer su autoridad e influencia en el territorio, así como a crear las condiciones necesarias para la reconstrucción y estabilización del país después de la guerra. Para apoyar al gobierno afgano, ISAF ayudó a las Fuerzas de Seguridad Nacional Afganas (ANSF) en la realización de operaciones de seguridad en todo el país, ayudando a reducir la capacidad de la insurgencia Entre las ayudas ofrecidas por la ISAF se encontraba una reforma al sector se seguridad, capacitación y apoyo operativo al Ejército Nacional Afgano (ANA) y a la Policía Nacional Afgana (ANP) para así poder construir fuerzas profesionales, independientes y sostenibles que pudieran brindar seguridad al pueblo afgano.
La misión asumida por la OTAN estaba integrada por todos los países miembros del tratado y por países no pertenecientes a la organización. Esta misión fue la primera misión de la OTAN fuera de Europa y América del Norte. El total del territorio de Afganistán lo cubrieron un total de 128 961 soldados de 50 países y 25 Equipos de Reconstrucción Provincial (en inglés: Provincial Reconstruction Teams, PRT).
En julio del 2011 la ISAF inicio una transición gradual hacia plena responsabilidad de las autoridades afganas al ver el progreso del programa, con la intención de que para el 2014 las fuerzas afganas fueran completamente responsables del país. A partir del 1 de enero de 2015 la misión aliada en Afganistán pasó a denominarse «Apoyo Decidido». Dicha misión se limita a asistir, entrenar y asesorar a las fuerzas de seguridad afganas. En 2018 la misión Apoyo Decidido tenía desplegadas en Afganistán a más de 16 000 efectivos de 41 naciones.

## Estructura

### Comandantes
Originalmente el mando de la ISAF rotaba entre distintas naciones sobre la base de un periodo de seis meses. Sin embargo, hubo una tremenda dificultad para asignar nuevas naciones líderes. Para resolver el problema, el mando fue traspasado indefinidamente a la Organización del Tratado del Atlántico Norte (OTAN) el 11 de agosto de 2003. Esto convirtió a la ISAF en el primer despliegue de la OTAN fuera de Europa y América del Norte.
| Toma del mando        | Comandante                                                                        | País/origen                                       | Notas |
| --------------------- | --------------------------------------------------------------------------------- | ------------------------------------------------- | --- |
| Diciembre de 2001     | Mayor general John McColl                                                         | Ejército británico                                | I fuerza de la ISAF. |
| Junio de 2002         | Mayor general Hilmi Akin Zorlu                                                    | Ejército Turco                                    | Durante este periodo las tropas turcas se incrementaron aproximadamente de 100 a 1.300. |
| 10 de febrero de 2003 | Teniente general Norbert van Heyst Teniente General Rob Bertholee (Subcomandante) | Ejército Alemán Real Ejército de los Países Bajos | El Cuartel central de la misión comprende el NRDC multinacional, primera sede de Alemania / Países Bajos Cuerpo (1GNC), incluido el personal del Reino Unido, Italia, Turquía y Noruega, entre otros. |
| 11 de agosto de 2003  | Teniente general Goetz Gliemeroth Teniente General Andrew Leslie (Subcomandante)  | Ejército Alemán Ejército Canadiense               | Tuvo como subcomandante al Mayor General Andrew Leslie del Ejército Canadiense. Fue la primera misión ISAF bajo mando de la OTAN. Estaba programado que Canadá tomara el mando de la ISAF este día.   |
| 9 de febrero de 2004  | Teniente general Rick Hillier General Werner Korte                                | Fuerzas Canadienses Ejército Alemán               | Tuvo como subcomandante al Mayor General Werner Korte del Ejército Alemán. Durante este periodo, Canadá aportó su mayor contribución a la fuerza ISAF con 2.000 soldados.                             |
| 7 de agosto de 2004   | General Jean-Louis Py                                                             | Comandante del Eurocuerpo Ejército Francés        | El Eurocuerpo es una fuerza multinacional de reacción rápida compuesta por unidades de Francia, Alemania, España, Bélgica y Luxemburgo.                                                               |
| Febrero de 2005       | General Ethem Erdagi                                                              | Ejército Turco                                    | VII fuerza de la ISAF. |
| 5 de agosto de 2005   | General Mauro del Vecchio                                                         | Ejército Italiano                                 | Durante el año 2005 Italia tuvo el mando de cuatro misiones militares multinacionales: las de Afganistán, Bosnia, Kosovo y Albania.                                                                   |
| 4 de mayo de 2006     | General David Richards                                                            | Ejército Británico                                | IX fuerza de la ISAF. |
| 4 de febrero de 2007  | General Dan K. McNeill                                                            | Ejército de los Estados Unidos                    | X fuerza de la ISAF. |
| 2 de junio de 2008    | General David D. McKiernan                                                        | Ejército de los Estados Unidos                    | XI fuerza de la ISAF. |
| 15 de junio de 2009   | General Stanley A. McChrystal                                                     | Ejército de los Estados Unidos                    | XII fuerza de la ISAF. |
| 23 de junio de 2010   | Teniente general Sir Nick Parker                                                  | Ejército Británico                                | Antes subcomandante de la ISAF, asume el mando de forma provisional después de la dimisión de McChrystal.                                                                                             |
| 4 de julio de 2010    | General David Petraeus                                                            | Ejército de los Estados Unidos                    | Petraeus había sido aprobado formalmente por el Senado de Estados Unidos para reemplazar a McChrystal el 30 de junio de 2010.                                                                         |
| 18 de julio de 2011   | General John R. Allen                                                             | Ejército de los Estados Unidos                    | Antes Subcomandante, asume la comandancia tras el nombramiento de David Petraeus como director de la CIA.                                                                                             |
| 10 de febrero de 2013 | General Joseph Dunford Jr.                                                        | Cuerpo de Marines de Estados Unidos               | |
| 26 de agosto de 2014  | General John F. Campbell                                                          | Ejército de los Estados Unidos                    | Último comandante de la ISAF y primero de la misión Apoyo Decidido. |

### Mando Conjunto de la ISAF
El Mando Conjunto de la ISAF (en inglés, ISAF Joint Command, IJC) era el segundo mando en importancia de la ISAF. Se creó en noviembre de 2009 como cuartel general de la ISAF a nivel operacional, subordinado al comandante de la ISAF que ejercía el mando a nivel estratégico. Tenía su base en el Aeropuerto Internacional de Kabul. Llegó a coordinar en 2012 a unos 130 000 efectivos de más de cuarenta países con las Fuerzas de Seguridad Afganas.

## Contribución por país

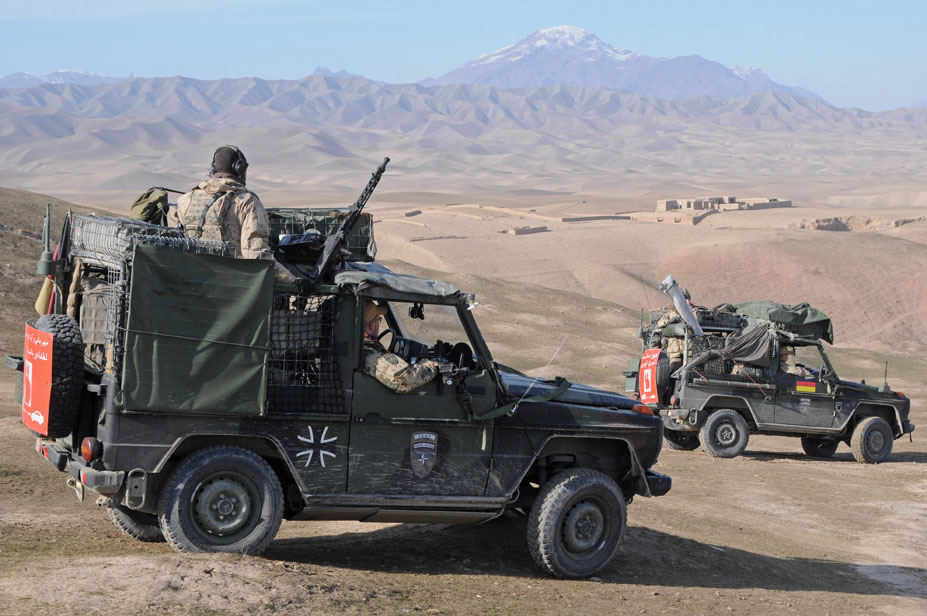
Patrulla alemana en Keshem, Badajshán (2007).

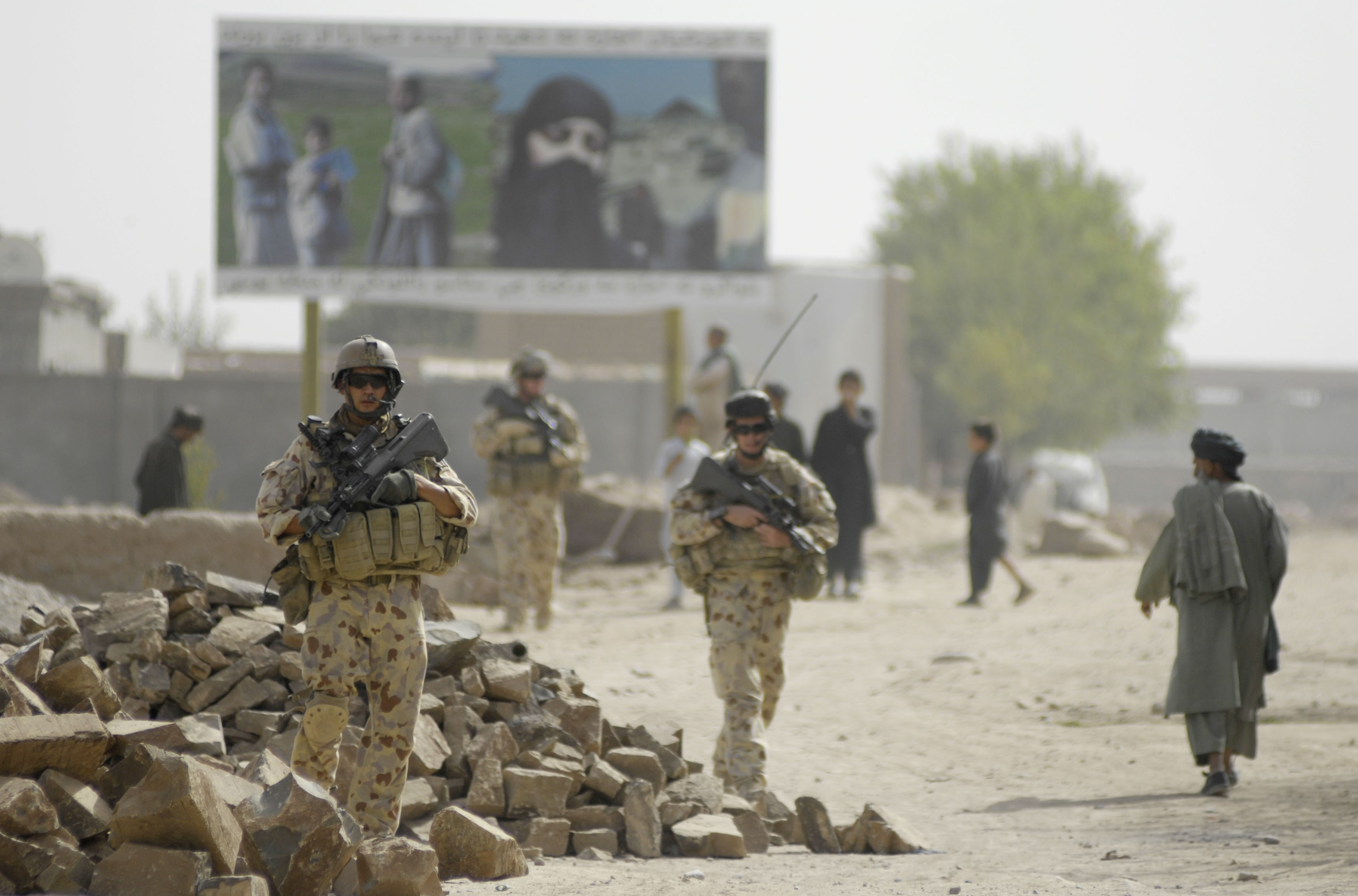
Soldados australianos patrullando Tarin Kowt, Uruzgán (2008).

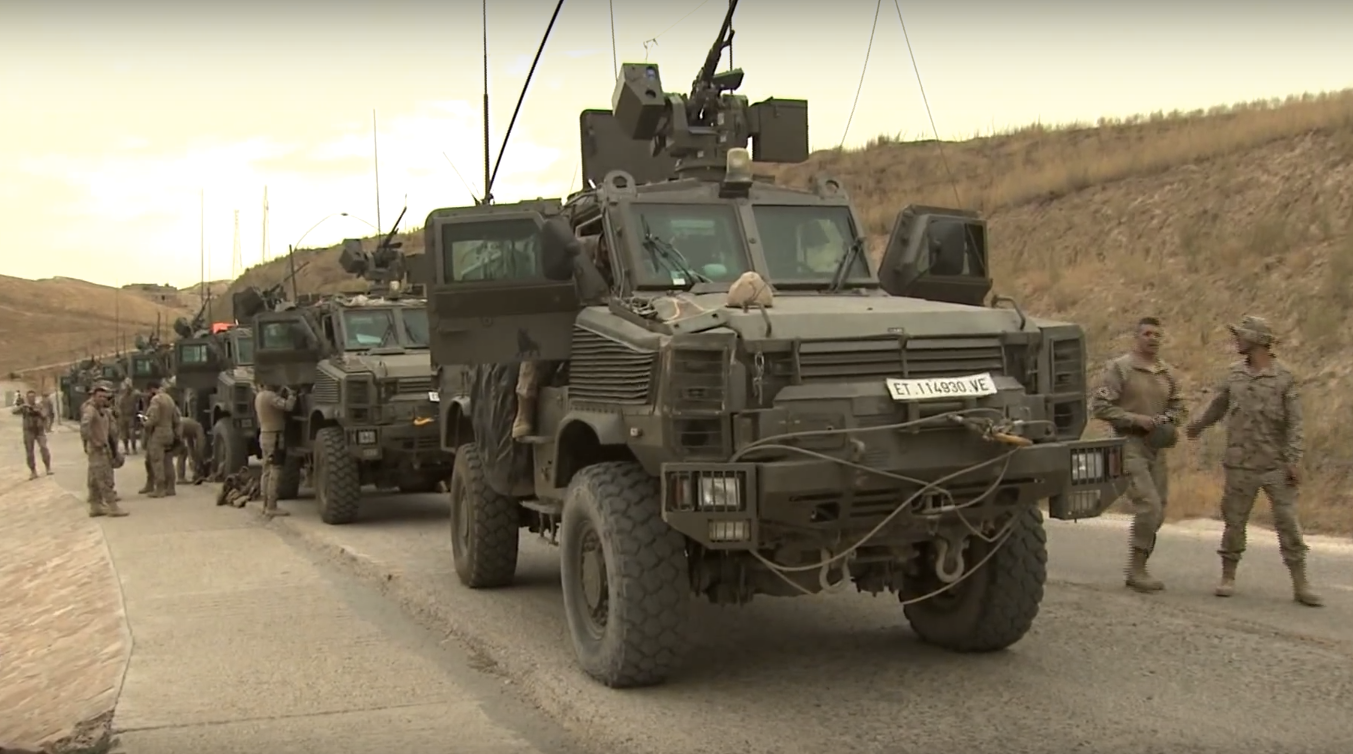
Tropas españolas de la BRICAN en el despliegue ASPFOR XXVIII (2013).

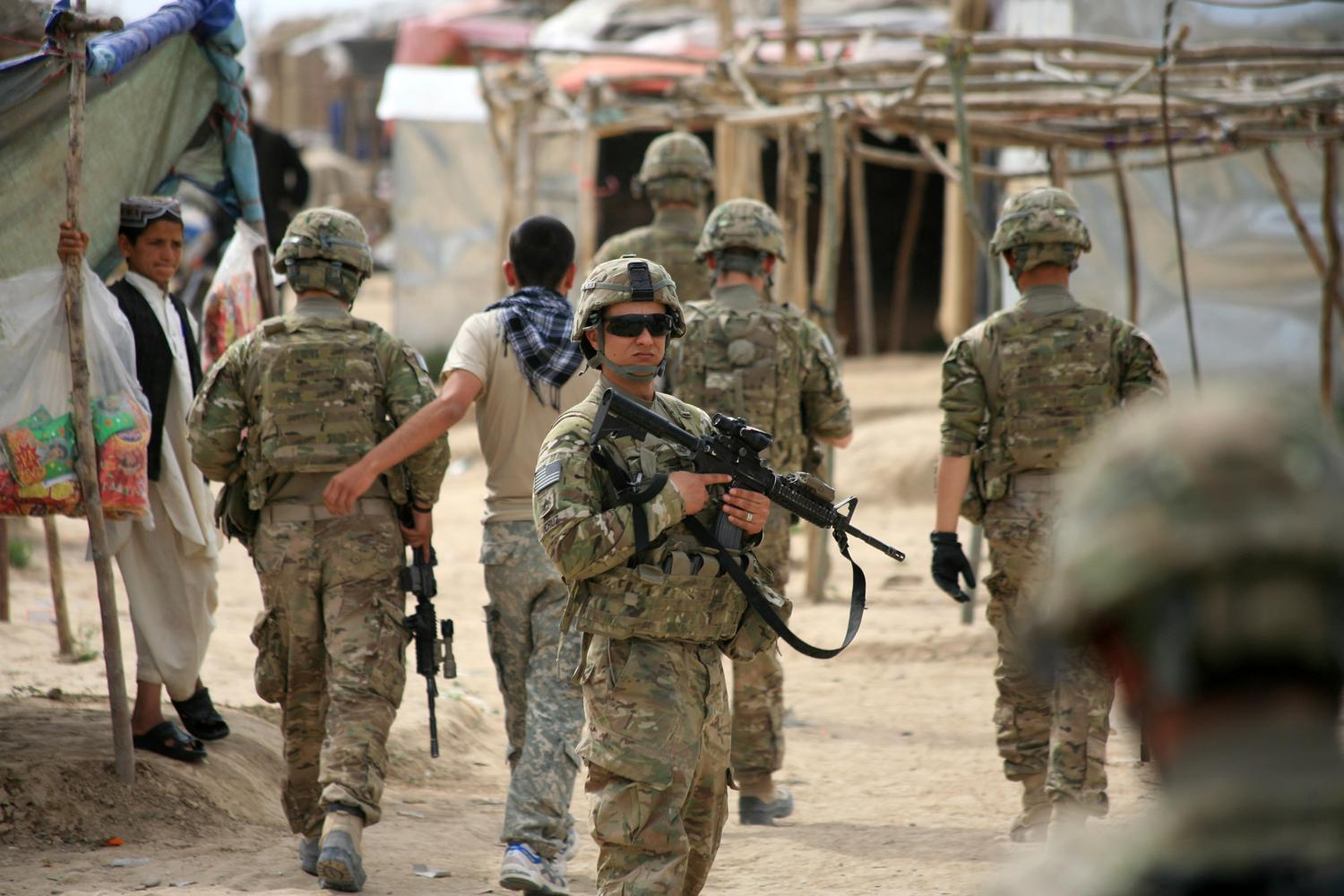
Patrulla estadounidense en Chil Gazi, Balj (2011).

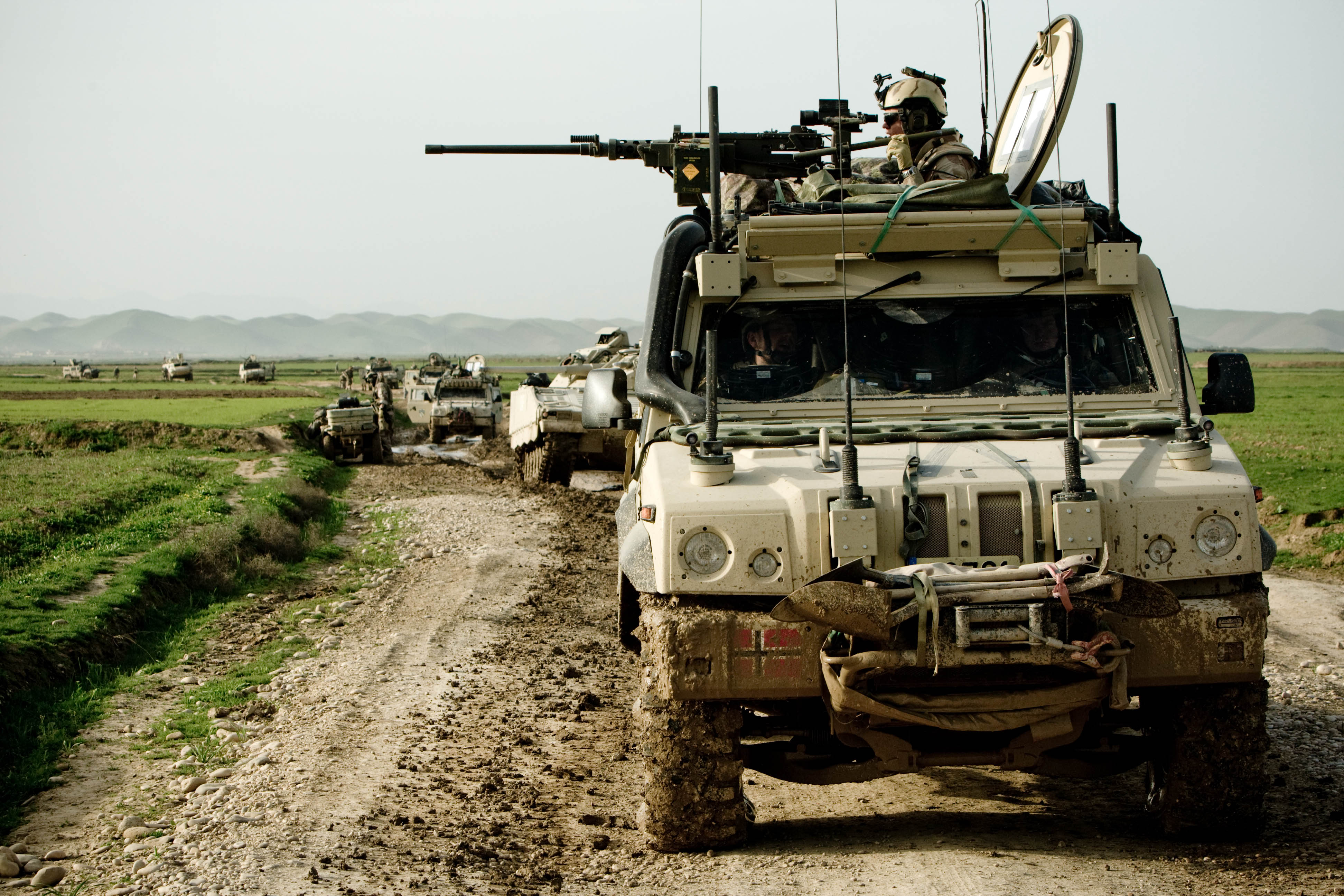
Tropas noruegas en Faryab (2010).

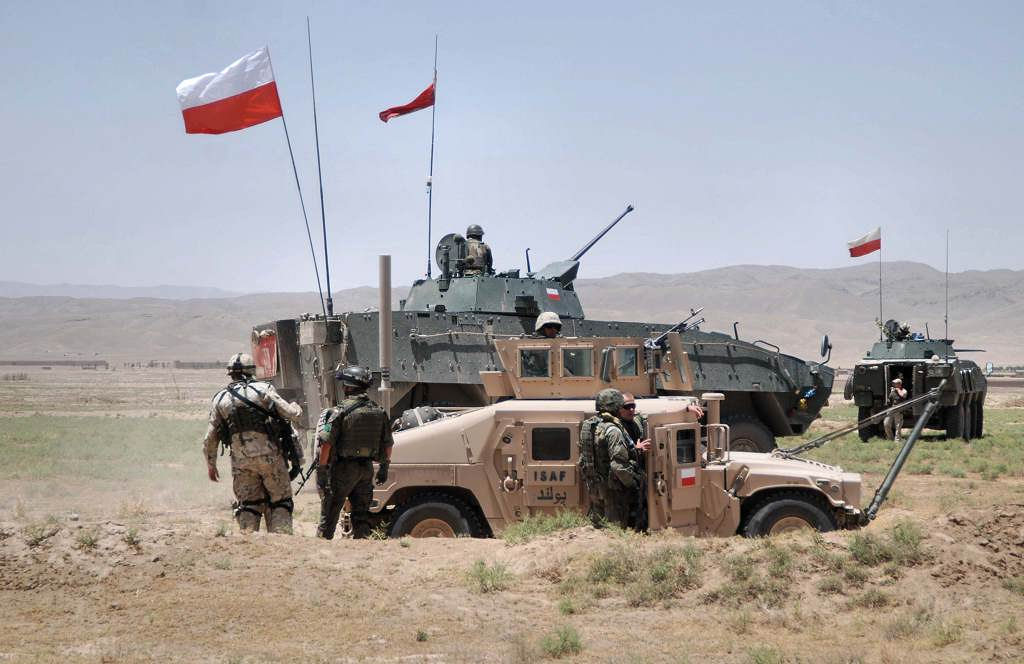
Tropas polacas en Sharana, Paktika (2008).

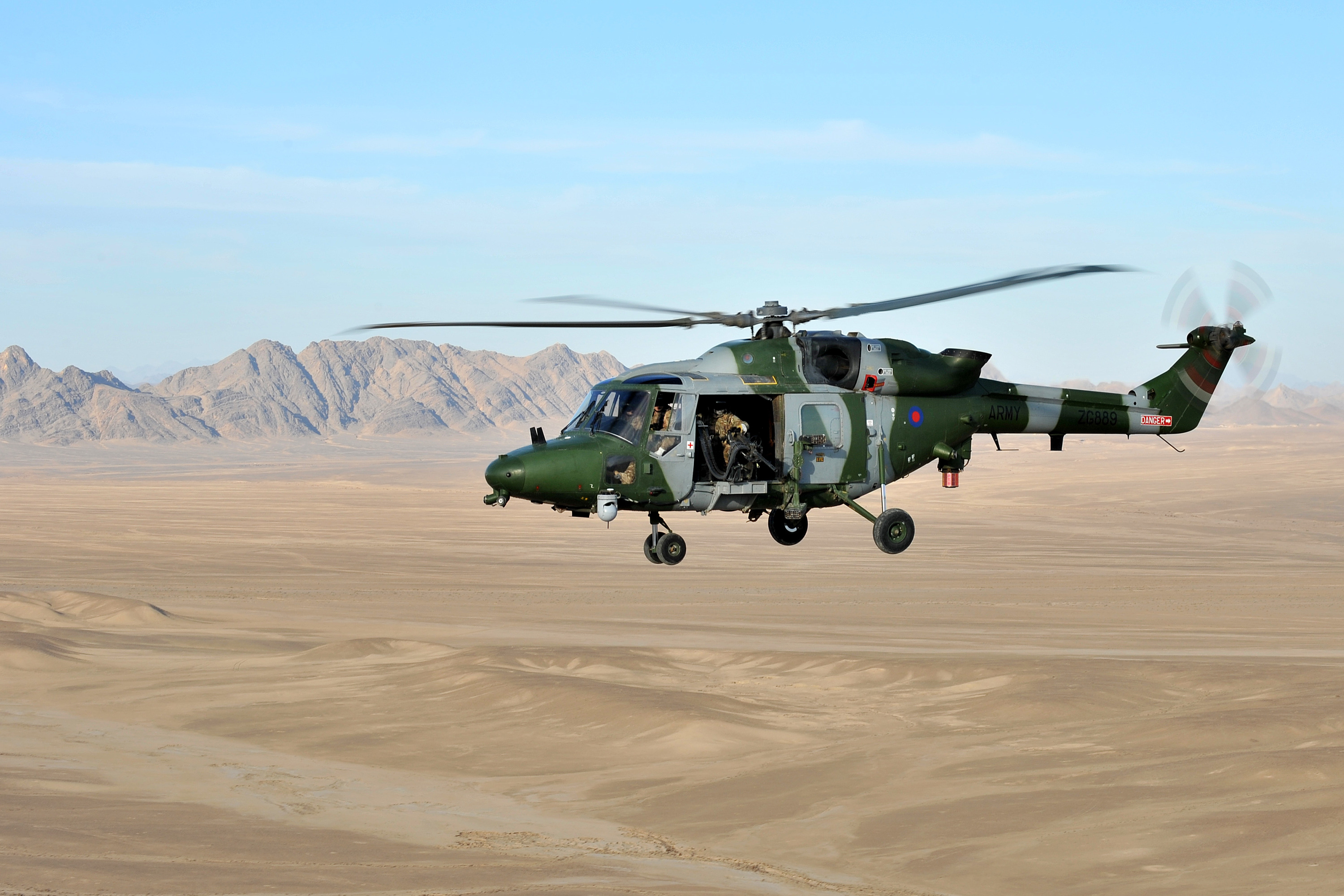
Helicóptero Lynx Mk9A británico sobrevolando Helmand (2012).

| País                   | Número de tropas | Desplegado desde | % del total de tropas | Tropas por millón de población |
| ---------------------- | ---------------- | ---------------- | --------------------- | ------------------------------ |
| Estados Unidos         | 74.400           | 24/07/2003       | 69,8%                 | 285,0                          |
| Reino Unido            | 9.500            | 24/07/2003       | 7,4%                  | 151,3                          |
| Alemania               | 4.645            | 24/07/2003       | 3,8%                  | 59,8                           |
| Italia                 | 4.000            | 24/07/2003       | 3,0%                  | 62,6                           |
| Francia                | 2.453            | 24/07/2003       | 2,6%                  | 52,1                           |
| Polonia                | 2.432            | 24/07/2003       | 1,9%                  | 64,1                           |
| Rumania                | 1.808            | 24/07/2003       | 1,4%                  | 86,2                           |
| Australia              | 1.550            | 28/07/2006       | 1,2%                  | 67,6                           |
| España                 | 1.500            | 24/07/2003       | 1,1%                  | 31,7                           |
| Turquía                | 1.271            | 24/07/2003       | 1,0%                  | 17,8                           |
| Canadá                 | 950              | 24/07/2003       | 0,4%                  | 14,7                           |
| Georgia                | 806              | 01/09/2004       | 0,6%                  | 185,9                          |
| Dinamarca              | 624              | 24/07/2003       | 0,5%                  | 121,4                          |
| Bulgaria               | 563              | 24/07/2003       | 0,5%                  | 81,8                           |
| Noruega                | 538              | 24/07/2003       | 0,4%                  | 105,8                          |
| Bélgica                | 520              | 24/07/2003       | 0,4%                  | 48,4                           |
| Países Bajos           | 500              | 24/07/2003       | 0,2%                  | 16,4                           |
| Suecia                 | 500              | 24/07/2003       | 0,4%                  | 52,7                           |
| República Checa        | 423              | 24/07/2003       | 0,4%                  | 49,9                           |
| Hungría                | 354              | 24/07/2003       | 0,3%                  | 33,9                           |
| Corea del Sur          | 350              | 14/04/2010       | 0,3%                  | 7,2                            |
| Eslovaquia             | 343              | 24/07/2003       | 0,3%                  | 60,4                           |
| Croacia                | 274              | 24/07/2003       | 0,2%                  | 72,9                           |
| Lituania               | 241              | 24/07/2003       | 0,19%                 | 74,4                           |
| Albania                | 211              | 24/07/2003       | 0,2%                  | 89,9                           |
| Finlandia              | 181              | 24/07/2003       | 0,14%                 | 32,6                           |
| Letonia                | 180              | 24/07/2003       | 0,14%                 | 78,3                           |
| Macedonia del Norte    | 177              | 24/07/2003       | 0,14%                 | 85,6                           |
| Estonia                | 154              | 23/07/2003       | 0,12%                 | 114,2                          |
| Nueva Zelanda          | 152              | 24/07/2003       | 0,12%                 | 34,3                           |
| Portugal               | 137              | 24/07/2003       | 0,10%                 | 12,4                           |
| Armenia                | 127              | 21/10/2009       | 0,10%                 | 40,5                           |
| Mongolia               | 101              | 29/03/2010       | 0,09%                 | 39,7                           |
| Baréin                 | 95               | 00/00/0000       | 0,07%                 | 69,9                           |
| Azerbaiyán             | 94               | 23/07/2003       | 0,07%                 | 10,0                           |
| Eslovenia              | 80               | 24/07/2003       | 0,07%                 | 43,6                           |
| Bosnia y Herzegovina   | 59               | 16/03/2009       | 0,05%                 | 15,8                           |
| Tonga                  | 55               | 22/10/2010       | 0,004%                | 523,8                          |
| Malasia                | 42               | 28/07/2003       | 0,04%                 | 1,6                            |
| Montenegro             | 41               | 24/02/2010       | 0,03%                 | 61,6                           |
| Singapur               | 39               | 18/01/2008       | 0,03%                 | 7,4                            |
| Emiratos Árabes Unidos | 35               | 22/09/2008       | 0,03%                 | 4,3                            |
| El Salvador            | 25               | 00/00/0000       | 0,02%                 | 4,0                            |
| Ucrania                | 24               | 21/03/2008       | 0,02%                 | 0,5                            |
| Grecia                 | 12               | 24/07/2003       | 0,09%                 | 10,7                           |
| Irlanda                | 6                | 24/07/2003       | 0,005%                | 1,5                            |
| Austria                | 3                | 20/04/2004       | 0,002%                | 0,4                            |
| Islandia               | 3                | 24/07/2003       | 0,003%                | 18,3                           |
| Luxemburgo             | 1                | 24/07/2003       | 0,007%                | 19,1                           |
| Total                  | 112.579          |                  | 100%                  | 62,5 (media)                   |

## Bajas
Bajas totales en combate de las fuerzas internacionales y OTAN por año y mes:
| Año  | Ene | Feb | Mar | Abr | May | Jun | Jul | Ago | Sep | Oct | Nov | Dic | Total |
| ---- | --- | --- | --- | --- | --- | --- | --- | --- | --- | --- | --- | --- | ----- |
| 2001 | 0   | 0   | 0   | 0   | 0   | 0   | 0   | 0   | 0   | 3   | 5   | 4   | 12    |
| 2002 | 10  | 13  | 15  | 10  | 1   | 3   | 0   | 3   | 1   | 5   | 1   | 8   | 70    |
| 2003 | 4   | 7   | 12  | 2   | 3   | 7   | 2   | 4   | 2   | 6   | 8   | 1   | 58    |
| 2004 | 11  | 2   | 3   | 3   | 9   | 5   | 2   | 4   | 4   | 8   | 7   | 2   | 60    |
| 2005 | 2   | 3   | 6   | 19  | 4   | 29  | 2   | 33  | 12  | 10  | 7   | 4   | 131   |
| 2006 | 1   | 17  | 13  | 5   | 17  | 22  | 19  | 29  | 38  | 17  | 9   | 4   | 191   |
| 2007 | 2   | 18  | 10  | 20  | 25  | 24  | 29  | 34  | 24  | 15  | 22  | 9   | 232   |
| 2008 | 14  | 7   | 20  | 14  | 23  | 46  | 30  | 46  | 37  | 19  | 12  | 27  | 295   |
| 2009 | 25  | 25  | 28  | 14  | 27  | 38  | 76  | 77  | 70  | 74  | 32  | 35  | 521   |
| 2010 | 43  | 53  | 39  | 34  | 51  | 103 | 88  | 79  | 57  | 65  | 58  | 41  | 711   |
| 2011 | 32  | 38  | 39  | 51  | 56  | 66  | 53  | 82  | 53  | 42  | 27  | 27  | 566   |
| 2012 | 35  | 24  | 39  | 40  | 45  | 39  | 46  | 52  | 27  | 24  | 17  | 14  | 402   |
| 2013 | 8   | 1   | 16  | 17  | 26  | 27  | 14  | 13  | 12  | 10  | 4   | 13  | 160   |
| 2014 | 7   | 10  | 3   | 9   | 4   | 12  | 9   | 5   | 6   | 3   | 3   | 4   | 75    |

Fuente: ICasualties.

## Controversia
En un informe del 2007, Amnistía Internacional denuncio como muchos de los capturados por la ISAF eran transferidos a las autoridades afganas, usualmente al servicio de información del país, la Dirección de Seguridad Nacional (DSN). Bajo la custodia de la DSN los detenidos corrían peligro de ser torturados a cambio de información o dinero para obtener su libertad. El informe establece que las fuerzas de la ISAF no han respetado ni defendido los principios básicos del derecho internacional humanitario y de las normas internacionales de derechos humanos al transferir personas detenidas a las autoridades afganas. La organización recibió denuncias de malos tratos de la DSN en contra de prisioneros, entre ellas denuncias de latigazos, exposición a temperaturas extremadamente frías y privación de alimentos. Además de esto, Amnistía Internacional expone en su informe que muchos de los prisioneros han sido detenidos de forma arbitraria y han sido separadas de la sociedad. 